# Robert May, Baron May of Oxford
Robert McCredie May, baron May af Oxford, OM AC FRS FAA FTSE FRSN HonFAIB (født 8. januar 1936, død 28. april 2020) var en australsk videnskabsmand, der var Chief Scientific Adviser to the UK Government, President of the Royal Society, og Professor på University of Sydney og Princeton University. Han havde også delvise professorstillinger på University of Oxford og Imperial College London. Han var ligeledes crossbench-medlem af Overhuset i Storbritannien fra 2001 frem til sin pensionering i 2017.
May var Fellow af Merton College, Oxford, og udnævnt medlem af British Science Associations råd. Han var ligeledes medlem af rådet for Campaign for Science and Engineering.
Han færdiggjorde en bachelor i kemiteknik og teoretisk fysik fra University of Sydney i 1956 og blev ph.d. i teoretisk fysik fra samme sted 1959.